# Seututie 648
Pour les articles homonymes, voir Route 648.
La route régionale  648 (finnois : Seututie  648) est une route régionale allant de Saarijärvi jusqu'à Kannonkoski en Finlande,,.

## Présentation
La seututie 648 est une route régionale de Finlande-Centrale.